# Zdenka Šemberová
Zdenka Ludmila Šemberová, někdy také Zdeňka Ludmila Šemberová (19. květen 1841 Olomouc – 30. červenec 1912 Vysoké Mýto), vlastně Zdislava Ludmila Šemberová, byla dcera jazykovědce a literárního historika Aloise Vojtěcha Šembery, vzdělaná a veřejně činná žena.

## Život
Narodila se v Olomouci jako druhé z celkem čtyř dětí jazykovědce a literárního historika Aloise Vojtěcha Šembery (1807–1882) a jeho manželky Františky, rozené Ševčíkové (1815–1888). Dvě z dětí záhy zemřely, a Zdenka tak vyrůstala pouze s mladším bratrem Vratislavem Kazimírem (1844–1891).

## Vzdělání a zájmy
Otcova kariéra si vyžádala několikeré stěhování rodiny. Po Olomouci to bylo Brno, a když bylo Zdence devět let, stala se jejím novým domovem Vídeň. Ubytovali se ve stejném domě, v němž bydlela i rodina významného básníka Jána Kollára. Právě tehdy bylo navázáno dlouholeté přátelství s o čtyři roky starší Ludmilou Kollárovou.
Zdenka byla na svou dobu neobvykle vzdělaná. Jak bylo obvyklé v jejích kruzích, získala základy vzdělání doma. Zatímco její mladší bratr nastoupil do blízké hlavní školy, ona začala na podzim roku 1851, tj. když jí bylo deset let, navštěvovat vzdělávací ústav paní Elsterové. O dva roky později se stala žačkou dívčí školy při klášteře uršulinek a své vzdělání dokončila v ústavu slečny Cuinai.

## Společenské styky
Kontakty a společenské styky Zdenky Šemberové byly předurčeny jejím sociálním statutem a také možnostmi vídeňského prostředí, kde prožila dospívání a velkou část života. Její blízkou přítelkyní byla Ludmila Kollárová, později provdaná Schellenbergová, dcera slavného básníka Jána Kollára. Znala se také s dcerou jazykovědce Josefa Jungmanna, Kateřinou později provdanou Lauermannovou, resp. Petrovičovou.
Úzkou vazbu měla rovněž na Ševčíkovy, rodinu své matky a také na příbuzné ve Vysokém Mýtě, odkud pocházel její otec. Město bylo častým cílem letních pobytů celé rodiny, a i Zdenka tam hojně a ráda zajížděla. Navštěvovala však i jiná místa. „Z té příčiny bylo by mi velmi milé, kdybyste mne společně navštívili, aby paní teta, Zdenka a básník Vratislav romantickou zdejší krajinu a mé hospodářství spatřili,“ zval v nedatovaném dopise ze 40. let Zdenčin bratranec a katolický kněz, Alois Brychta celou rodinu k sobě na faru.
Vídeňský byt Šemberových byl centrem společenského života, a tudíž i místem vzrušených debat o politice a kultuře. Navštěvovali ho například František Palacký, Jan Evangelista Purkyně, František Ladislav Rieger, Vítězslav Hálek, Jakub Všetečka, snad i Jan Neruda a rovněž Tomáš Garrigue Masaryk. Posledně jmenovaný se stal Zdenčiným blízkým přítelem a ona jistou dobu doufala, že se stane i jejím partnerem životním.
Během svého prvního pobytu v Praze, na podzim roku 1854, byla představena Terezii Palacké a Augustě Braunerové, k jejichž rodinám pojil jejího otce přátelský vztah. Dlouholetý pobyt ve Vídni skončil v roce 1882, tehdy zemřel Alois Vojtěch Šembera a Zdenka se s matkou odstěhovala do Vysokého Mýta, do otcova rodného domu, v němž pečlivě střežila jeho písemnou pozůstalost. I zde ji navštěvovali její přátelé – do Mýta zavítal například spisovatelka Teréza Nováková, spisovatel Jaroslav Vrchlický nebo herečka Otilie Sklenářová-Malá. V roce 1912 tam Zdenka zemřela.